# Riu Seim
Seim (en rus Сейм) és una riu que travessa Rússia i Ucraïna. La seva longitud és de 748 km i la seva conca d'uns 27.500 quilòmetres². És l'afluent més gran del riu Desnà.
Les ciutats situades a la llera del riu són: Kursk, Rilsk, Putivl, Kurtxatov.